# Beratski distrikt
Beratski distrikt (albanski: Rrethi i Beratit) je jedan od 36 distrikata u Albaniji, dio Beratskog okruga. Po procjeni iz 2004. ima oko 128.000 stanovnika, a pokriva područje od 915 km². 
Nalazi se u središnjem dijelu zemlje, a sjedište mu je u gradu Beratu. Distrikt se sastoji od sljedećih općina:
- Berat
- Cukalat
- Kutalli
- Lumas
- Otllak
- Poshnjë
- Roshnik
- Sinjë
- Tërpan
- Ura Vajgurore
- Velabisht
- Vërtop